# أندرو داونز
أندرو داونز (بالإنجليزية: Andrew Downes)‏ هو ملحن بريطاني، ولد في 1950.

## روابط خارجية
- أندرو داونز على موقع IMDb (الإنجليزية)
- أندرو داونز على موقع ميوزك برينز (الإنجليزية)
- أندرو داونز على موقع ديسكوغز (الإنجليزية)